# Burckhardtit
Burckhardtit je minerál, který má hustotu 5 gramů na centimetr krychlový. Jeho tvrdost odpovídá 2. stupni Mohsovy stupnice tvrdosti. Má červenofialovou až světle růžovou barvu a vryp je světle růžový. Má diamantový až slabě perleťový lesk. Krystalografická soustava je trojklonná.

## Vzorec
Pb2(Fe3+Te6+)[AlSi3O8]O6[a]

## Název
Minerál je pojmenován po Carlovi Emanuelu Burckhardtovi, mexickém geologovi švýcarského původu.